# Pycnonotus xanthopygos

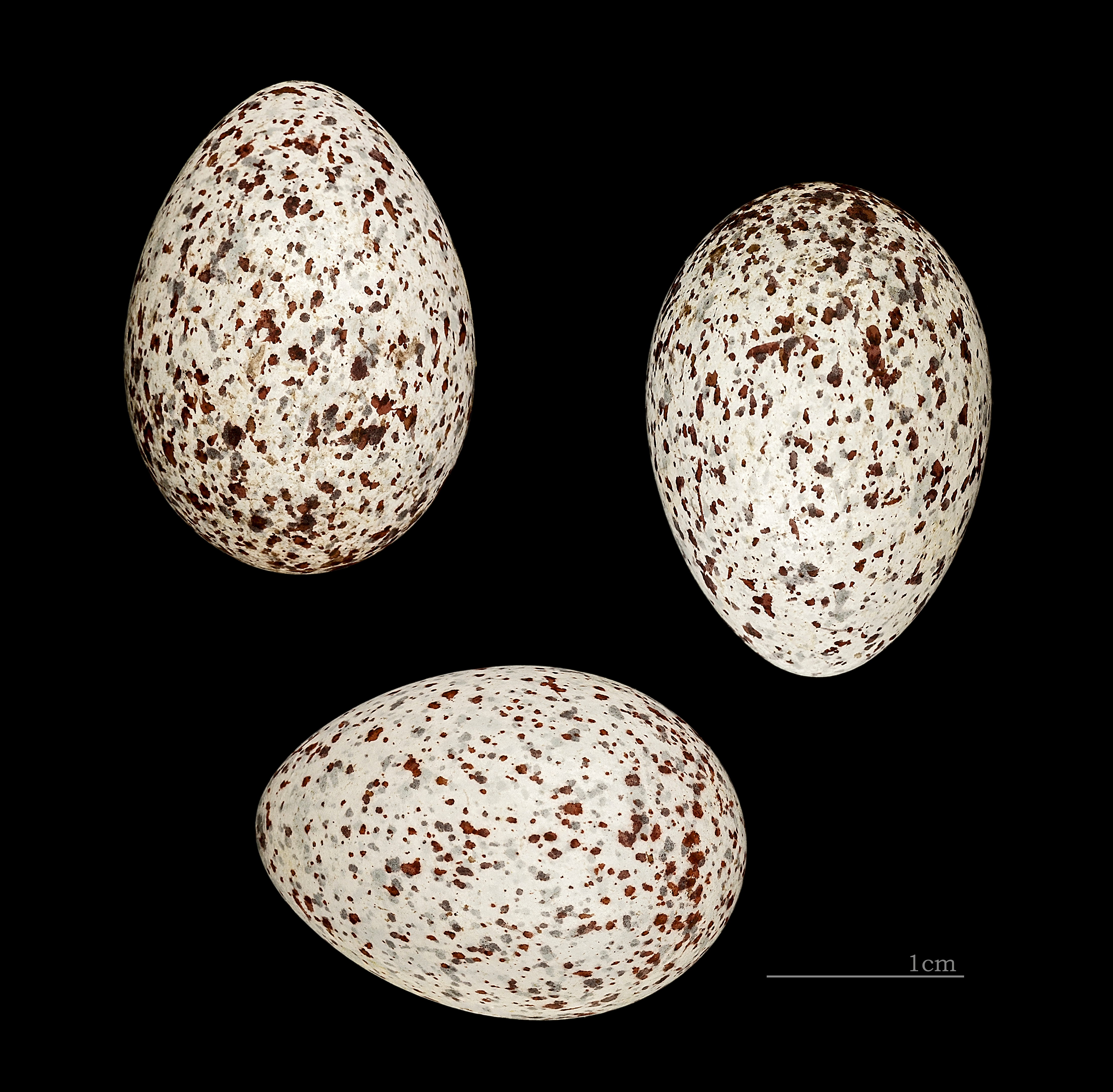
Pycnonotus xanthopygos

Pycnonotus xanthopygos là một loài chim trong họ Pycnonotidae.